# The Mole
The Mole är en amerikansk realityserie vars första säsong hade premiär den 7 oktober 2022. Första säsongen bestod av tio avsnitt. Serien har blivit förnyad med en andra säsong som kommer att visas på Netflix. Serien är baserad på den belgiska förlagan De Mol.

## Handling
Serien kretsar kring 12 deltagare som ska arbeta tillsammans för att lösa olika utmaningar och så sätt lägga pengar till en prispott som den slutliga vinnaren tar hem. En av de 12 deltagarna är dock en mullvad som gör sitt bästa för att sabotera för gruppen utan att avslöja sig själv. Programledare är Alex Wagner.